# Kegon-shū
Die Kegon-shū (jap. 華厳宗; dt. etwa „Schule der Buddha verherrlichenden Blumenpracht“) ist eine Schule des Buddhismus in Japan. Sie entstand als japanisches Pendant zur chinesischen Huayan zong. Wie für diese gilt als Grundtext der Kegon-shū das Daihōkōbutsu Kegongyō (skt. Buddhāvataṃsakamahāvaipulya-sūtra), kurz: Kegon-kyō (Avatamsaka-Sutra).

## Geschichte
Als Begründer der Kegon-shū gilt ihrer eigenen Überlieferung nach der koreanische Mönch Sim-sang (?–740 oder 742; chinesisch 審祥, Pinyin Shěnxiáng, W.-G. Shen-hsiang, jap. Shinjō), Schüler von Fa Cang bzw. Fazang (643–712; chinesisch 法藏, Pinyin Fǎzàng, W.-G. Fa-tsang, jap. Hōzō oderKenju Daishi); seinerseits Schüler von Zhi Yan (602–668; chinesisch 智儼, Pinyin zhìyǎn, W.-G. chih-yen, jap. Chigon); der wiederum Schüler des Huayan-Begründers Du Shun (557–640; chinesisch 杜順, Pinyin Dùshùn, W.-G. Tu-shun, jap. Tojun) war.
Sim-sang starb allerdings bereits im Jahr seiner Ankunft in Japan, und zuvor hatte bereits Dao Xuan (702–760; jap. Dōsen) im Jahr 736 Kegon-Lehren nach Nara gebracht. Teile des Kegon-kyō waren zudem bereits 722 in Japan bekannt. Als offizielles Gründungsdatum gilt dennoch das Jahr 743, in dem der Shōmu-tennō das Kegon-kyō in einem Kaiserlichen Edikt als prinzipielles Sutra des Landes beschrieb.
Besondere Unterstützung erhielt die Kegon-shū durch den Shōmu-tennō, der ihr den gewaltigen Tempelkomplex Tōdai-ji bauen ließ und diesen zu einem der mächtigsten Tempel in Nara machte. Die Bauarbeiten dauerten von 741 bis 752. Die dabei entstehenden Kosten waren derart enorm, dass sie den Staatshaushalt zum Zusammenbrechen brachten. An der Einweihungsfeier nahmen zehntausend Mönche und Nonnen teil, darunter selbst Gäste aus Indien. Erster Vorsteher des Tōdai-ji wurde Rōben (689–773), Vertrauter von Shōmu und Schüler von Gien (644–728; Vertreter der Hossō-shū).
Ende des 8. Jahrhunderts war die Bedeutung der Schule allerdings bereits nur noch marginal, insbesondere da sich ihre Lehren kaum von denen der Sanron-shū unterschieden und sich mit denen der Hossō-shū nicht messen konnten. In der Heian-Zeit war sie dann völlig von den Lehren der Tendai-shū dominiert.
Vom 12. bis zum 14. Jahrhundert erlebte die Kegon-shū dann drei kleinere Auflebungen. Dies geschah zum ersten Mal unter Myōe (1173–1232; 明恵; auch Kōben (高弁)), der ein Kegon-Studienzentrum im Kōzan-ji auf dem Berg Toganoo einrichtete, gegen die amidistischen Lehren Hōnens polemisierte und so prominente Anhänger wie den Go-Toba-tennō und den Shikken Hōjō Yasutoki fand. Die zweite Restauration hatte den Tōdai-ji zum Zentrum, wo Sōshō (1202–1292; auch Shūshō; 聖守), der sich intensiv Studien über Maitreya (jap. Miroku) widmete, sowie voluminöse Biographien über zahlreiche, ehrenhafte Mönche und deren Taten verfasste. Sōshōs Schüler Gyōnen (1240–1321; 凝然), ebenso wie sein Meister aus dem Geschlecht der Fujiwara, leitete die vorerst letzte Wiederbelebung des Kegon-Glauben ein. Unter der Schirmherrschaft des Go-Uda-tennō studierte er am Kaidan-in des Tōdai-ji. Er verfasste Schriften zu nahezu jegliche Schulrichtung im Buddhismus sowie historische Abhandlungen. Sein Werk beläuft sich auf ca. 1.200 Schriften, zu den wichtigsten davon gehört das 1286 fertiggestellte und aus zwei Faszikeln bestehende Hasshū kōyō (八宗綱要), in dem die Geschichte der sechs Schulen des Nara-Buddhismus und der zwei Schulen des Heian-Buddhismus erzählt wird.
Nach dieser kurzen Periode einzelner Wiederbelebungen versank die Kegon-shū bis zur Gegenwart wieder in weitestgehende Bedeutungslosigkeit. Ihre theoretischen Grundlagen sollten allerdings wie die von allen Nara-Schulen stets weiterhin Einfluss auf den Buddhismus in Japan haben, so z. B. für die im 12. Jahrhundert entstandene Yūzū Nembutsu-shū (融通念仏宗).

## Lehre
Zentrale Lehren der Kegon-shū betreffen das Konzept der Gesamtheit alles Seienden. So sei alles mit allem verschränkt (事々無礙, jiji muge): Jeder Teil der Welt ändert somit den gesamten Rest der Welt, wenn er sich selbst ändert. Diesem entspricht eine vierfache Aufteilung der hokkai (chinesisch 法界, Pinyin fǎjiè, W.-G. fa-chieh – „Welten der Dharma“):
1. Ji hokkai (Dharmawelt der Phänomene): der gewöhnliche Standpunkt, alle einzelnen Erscheinungen werden als jeweils substantiell vorgestellt.
2. Ri hokkai (Dharmawelt der Universalen Wahrheit): der intuitive Standpunkt, die Grundlage des gesamten Seins wird als leer vorgestellt.
3. Riji muge hokkai (Dharmawelt der Einheit der Phänomene mit der Universalen Wahrheit): der erleuchtete Standpunkt, die Leerheit wird als identisch mit den einzelnen Erscheinungen vorgestellt.
4. Jiji muge hokkai (Dharmawelt der Einheit von Phänomen und Phänomen): der tiefgründige Kegon-Standpunkt, alle einzelnen Erscheinungen sind nicht nur identisch mit der Leerheit (und damit mit der Gesamtheit des tathatā), sondern auch jeweils mit allen anderen einzelnen Erscheinungen.

Inwiefern das Primat der Totalität alles Seienden ontologisch, erkenntnistheoretisch oder lediglich ästhetisch zu verstehen ist, blieb in der Rezeption bis in die Gegenwart umstritten.
Eine andere, ebenfalls von der Huayan übernommene Lehre besagt, dass die Buddhanatur allem Seienden zukomme, Erleuchtung daher prinzipiell zu jeder Zeit und an jedem Ort möglich sei, entsprechend dem achten Relationstypus der Kegon-Lehre von den zehn mysteriösen Zugängen (jūgemmon) bzw. dem Bedingten Entstehen der mysteriösen Zehn (jūgen-engi), in dem die Relationen der einzelnen Erscheinungen miteinander dargelegt werden, die ihrerseits korrespondiert mit der Lehre von den sechs Eigenschaften der Dharma, die alle vollständig mit der Gesamtheit harmonisieren (rokusō-ennyū).